# 張秀
張秀（1459年—？），字成實，福建建寧府甌寧縣人，民籍，明朝政治人物。

## 生平
成化二十二年（1486年）丙午科福建鄉試第七十八名舉人。弘治九年（1496年）中式丙辰科會試第八十八名，二甲第三十二名進士。

## 家族
曾祖張彥誠；祖父張義生；父張㫤，巡檢。母丘氏。具慶下。